# 农历九月
农历九月，也稱菊月，是农历一年中第九个月份（如果之前没有闰月），季秋，暮秋、菊月，建戌之月（狗月），律中无射，以霜降为中气。
九月秋高气爽，菊花开放，亦为收获的季节，有金色的九月之称。九为阳数，又为至大之数，九月九日，月日并阳，所以称为“重阳”。
日本稱呼農曆九月為「長月」，有「夜長月」、「割稻月」等說法。

## 主要节日
- 九月初四，城隍夫人誕辰
- 九月初七，陰間使者張永青誕辰
- 九月初九，重阳节、中壇太子元帥誕辰、斗姥元君誕辰、天上聖母得道升天
- 九月十五，吳府千歲誕辰
- 九月十九，观世音菩萨出家日
- 九月廿八，華光大帝誕辰
- 九月三十，藥師佛誕辰

## 延伸阅读
[在维基数据编辑]
 《欽定古今圖書集成·曆象彙編·歲功典·季秋部》，出自陈梦雷《古今圖書集成》